# Гран-при Плуэ — Бретань
Гран-при Плуэ — Бретань (фр. Grand Prix de Plouay-Bretagne) — шоссейная однодневная велогонка, проходящая по территории Франции с 1999 года. Является женской версией мужской гонки Бретань Классик (ранее Гран-при Плуэ).

## История
Гонка была создана в 1999 году. В 2002 году вошла в календарь Женского мирового шоссейного кубка UCI в котором проводилась до упразднения Кубка в 2015 году.
В 2016 году вошла в календарь только что созданного Женского мирового тура UCI.
На протяжении своей истории гонка несколько раз меняла своё название, но всегда отображала в нём место своего проведения: город Плуэ, регион Бретань или одну из агломераций округа Лорьян.
Старт и финиш гонки расположены в городе Плуэ, а дистанция проходит в его окрестностях. С 2012 году маршрут стал состоять из основного круга протяжённостью 26,9 километров преодолеваемого 4 раза и одного финального укороченного 13,9-километрового круга. Основной круг включает три подъёма. Первый из них Côte du Lézot начинается почти сразу после старта, его протяжённость 1,3 км со средним градиентом 6%. Следующим идёт Chapelle Sainte-Anne — пологий шестикилометровый подъём расположенный на середине круга. Далее располагается равнинный участок после которого располагается третий подъём Côte de Ty-Marrec с максимальным градиентом 10%. Финальный круг включает только первый и третий подъёмы. При этом Côte de Ty-Marrec даёт возможность для организации отрыва или подготовки спринтерский поездов. Общая протяжённость дистанции составляет чуть больше 120 км.
Проводится накануне или тот же день, что и мужская версия гонки.

## Призёры
| Год  | Победитель           | Второй             | Третий               |
| ---- | -------------------- | ------------------ | -------------------- |
| 1999 | Анна Уилсон          | Ханка Купфернагель | Трейси Годри         |
| 2000 | Диана Жилюте         | Пиа Сандстедт      | Мирьям Мельхерс      |
| 2001 | Анна Миллуорд        | Мирьям Мельхерс    | Сюзанн Юнгског       |
| 2002 | Регина Шляйхер       | Петра Росснер      | Сюзанн Юнгског       |
| 2003 | Николь Кук           | Юдит Арндт         | Мирьям Мельхерс      |
| 2004 | Эдита Пучинскайте    | Мирьям Мельхерс    | Ойнон Вуд            |
| 2005 | Ноэми Кантеле        | Эдита Пучинскайте  | Моника Холлер        |
| 2006 | Николь Брендли       | Джорджа Бронцини   | Николь Кук           |
| 2007 | Ноэми Кантеле        | Николь Кук         | Марта Бастианелли    |
| 2008 | Фабиана Луперини     | Луиза Келлер       | Сюзанна де Гуде      |
| 2009 | Эмма Пули            | Марианна Вос       | Эмма Юханссон        |
| 2010 | Эмма Пули            | Марианна Вос       | Эмма Юханссон        |
| 2011 | Аннемик ван Влётен   | Эвелин Стивенс     | Марианна Вос         |
| 2012 | Марианна Вос         | Тиффани Кромвель   | Элиза Лонго Боргини  |
| 2013 | Марианна Вос         | Эмма Юханссон      | Анна Ван дер Брегген |
| 2014 | Люсинда Бранд        | Марианна Вос       | Полин Ферран-Прево   |
| 2015 | Элизабет Армитстед   | Эмма Юханссон      | Полин Ферран-Прево   |
| 2016 | Евгения Буяк         | Елена Чеккини      | Джоэль Нумайнфилле   |
| 2017 | Элизабет Дейнан      | Полин Ферран-Прево | Сара Рой             |
| 2018 | Эми Питерс           | Марианна Вос       | Корин Ривера         |
| 2019 | Анна Ван дер Брегген | Корин Ривера       | Эми Питерс           |
| 2020 | Элизабет Дейнан      | Элизабет Бэнкс     | Кьяра Консонни       |
| 2021 | Элиза Лонго Боргини  | Глэдис Верхулст    | Кристен Фолкнер      |
| 2022 | Мави Гарсия          | Амбер Крак         | Грейс Браун          |
| 2023 | Миша Бредеволд       | Марта Лах          | София Бертиццоло     |
| 2024 | Миша Бредеволд       | Хлоя Дайгерт       | Лиана Липперт        |
| 2025 |                      |                    |                      |